# سجن الحراش
سجن الحراش هو أحد أشهر السجون الجزائرية إلى جانب سركاجي ولمبيز والبرواقية. ويقع على بعد 10 كلم جنوب العاصمة الجزائرية. وتبغ طاقة استيعابه ألفي سجين إلا أنه قد يتجاوز ذلك.

## تاريخ
تم تشييد سجن الحراش في سنة 1915 من طرف الاستعمار الفرنسي، كان مركزا جعلته لاعتقال الجزائريين من سجناء الحق العام واعتقلت فيه السلطات الفرنسية زعماء ومناضلي الحركة الوطنية قبل اندلاع ثورة التحرير الجزائرية سنة 1954.
وكان من بين أشهر من دخلوا إلى سجن الحراش، زعيم الحركة الوطنية الجزائرية مصالي الحاج في عام 1937، وشاعر الثورة مفدي زكريا في 1937 والقيادي في الثورة محمد خيضر بين 1938 و1941.
أثناء ثورة التحرير، دخل سجن الحراش قادة الثورة منهم العربي بن مهيدي وعبان رمضان سنة 1957، وكذلك المقاومة جميلة بوحيرد بين 1957 و1962.

## بعد استقلال
بعد استقلال الجزائر في 5 يوليو 1962، تحول سجن الحراش إلى مركز اعتقال لمعارضي السلطة، ومن أبرزهم حسين آيت أحمد، الذي اعتقل سنة 1964 وحكم عليه بالإعدام، عقب تمرد قاده بمنطقة القبائل.
وفي 19 يونيو/حزيران 1965، قاد هواري بومدين أمر باقتياد الرئيس بن بلة من مسكنه إلى سجن الحراش. بعدالانقلاب عليه.
وخلال التسعينيات سُجن فيه الرجل الثاني في الجبهة الإسلامية للإنقاذ علي بلحاج في الحراش.
قضى فيه محمد بن شيكو مدير صحيفة «لوماتان» سنتين (2004 و2006) كتب خلالهما يومياته التي صدرت تحت عنوان «زنزانات الجزائر».
- قررت السلطات الجزائرية غلقه وتعويضه بسجن جديد.
- يقبع في السجن رجل الأعمال السابق عبد المؤمن خليفة الذي يقضي عقوبة 18 عاما سجنا لتورطه في ما يعرف بـ«فضيحة القرن» المتعلقة باختلاس وتبديد مليارات الدولارات من أموال الجزائريين عبر بنوك وشركة طيران وفروع أخرى.ويقضي رجل الأعمال عبد الرحمن عاشور أيضا عقوبة 18 عاما في سجن الحراش بتهمة اختلاس مليارات الدينارات. كمال شيخي المعروف بـ«البوشي» المتهم في قضية تهريب 701 كلغ من الكوكايين التي تفجرت في الصيف 2018.[1][2][3]
- سجن كبراء المسؤلين بتهمة الفساد وانتهاك أموال الشعب في الفترة الأخيرة ومن بينهم رؤساء الحكومة الجزائرية السابقون عبد المالك سلال وأحمد أويحيى وبعض رجال الأعمال وأثرياء الجزائر البالغ عددهم 16 شخصية عمارة بن يونس، جمال ولد عباس، سعيد بركات، يوسف يوسفي، إلى جانب ولاة سابقين وكذا اللواء عبد الغني هامل والذين اتهموا بقضايا الفساد.[4]
- في 22 أغسطس 2019 تم إيداع الطيب لوح سجن الحراش بتهمة التحريض على التزوير والتحيز.[5]